# 郭承恩
郭承恩，字捷三、一字望轩，号松岩，山西潞州潞城縣（今山西省潞城市）人，清朝政治人物、進士出身。

## 生平
嘉慶辛酉拔贡，甲子举人，十年（1805年）乙丑科進士，選翰林院庶吉士，改吏部主事，道光年升安徽宁国府知府，调抚州府知府，历安徽宁池太广道，擢广东按察使。著有《四书图考》。